# Joseph Das
Joseph Das (* 7. Juli 1930 in Dantolinigi, Indien; † 5. August 2008) war römisch-katholischer Bischof von Berhampur (Brahmapur) im indischen Bundesstaat Orissa. 

## Leben
Joseph Das empfing am 6. Dezember 1959 die Priesterweihe. 1993 wurde er von Johannes Paul II. zum zweiten Bischof des Bistums Berhampur ernannt. Die Bischofsweihe spendete ihm am 7. Juli 1993 sein Vorgänger und spätere Bischof von Balasore Thomas Thiruthalil CM; Mitkonsekratoren waren der Bischof von Rourkela Alphonse Bilung SVD, und der ehemalige Bischof von Guntur und spätere Erzbischof von Visakhapatnam Mariadas Kagithapu MSFS. Am 27. November 2006 wurde seinem Rücktrittsgesuch durch Papst Benedikt XVI. stattgegeben. 